# Лебяжья Поляна
Лебяжья Поляна — хутор в Среднеахтубинском районе Волгоградской области.
Административный центр Кировского сельского поселения.
Лебяжья Поляна ДНТ - одноименный коттеджный поселок, прилегающий к хутору. Численность жильцов 190 человек на 2018 год.

## География

### Улицы
| - ул. Абрикосовая - ул. Весенняя - ул. Гагарина - ул. Дубовая - ул. Дубовая Роща - ул. Зеленая - ул. Космонавтов - ул. Лесная | - ул. Луговая - ул. Мичурина - ул. Молодежная - ул. Озерная - ул. Павших Борцов - ул. Песчаная - ул. Приканальная - ул. Садовая | - ул. Советская - ул. Спортивная - ул. Титова - ул. Тополевая - ул. Футбольная - ул. Широкая - ул. Энтузиастов | - пер. Банный - пер. Ветеранов - пер. Приканальный - пер. Пришкольный - пер. Речной |

## Население
| 2010 |
| ---- |
| 950  |